# Rusland op het Junior Eurovisiesongfestival 2011
Rusland nam deel aan het Junior Eurovisiesongfestival 2011 in Jerevan, Armenië. Het was de 7de deelname van het land op het Junior Eurovisiesongfestival. De selectie verliep via een nationale finale. Rusland-1 was verantwoordelijk voor de Russische bijdrage voor de editie van 2011.

## Selectieprocedure
In februari 2011 gaf de Russische nationale omroep te kennen te zullen deelnemen aan de negende editie van het Junior Eurovisiesongfestival. Geïnteresseerden kregen tot 20 april 2011 de tijd zich kandidaat te stellen bij hun regionale omroep. Elke regionale omroep kon maximum vijf artiesten voordragen voor de nationale finale bij Rusland 1 tegen 25 april. Het lied dat gezongen werd door de kandidaten, moest nog niet het lied zijn waarmee ze wilden meedingen naar het ticket voor Jerevan.
Begin mei beluisterde een vakjury alle inzendingen selecteerde vervolgens twintig finalisten selecteren. Deze twintig kandidaten mochten op zondag 29 mei deelnemen aan de nationale finale, waarin de winnaar bepaald werd door een mix van stemmen via sms en telefoon. Uiteindelijk viel de keuze op Jeaterina Rjaabova, met het nummer Kak Romeo i Dzjoeljetta. Opvallend: Rjabova nam ook in 2009 deel aan het festival. Toen werd ze tweede met Malenki prints. Tot nu toe was het verboden voor kinderen om tweemaal deel te nemen aan het festival, maar de EBU maakte voor Rjabova een uitzondering. Hierdoor was ze de eerste zangeres die tweemaal deelnam aan het festival.

## Natsionalnij Otbor 2011
| Plaats | Artiest                           | Lied                     | Punten |
| ------ | --------------------------------- | ------------------------ | ------ |
| 1      | Jekaterina Rjabova                | Kak Romeo i Dzjoeljetta  | 10,32  |
| 2      | Sabina Gizzatoellina              | Kljaksa-vaksa            | 9,00   |
| 3      | Vladlena Bogdanova                | Solnetsni loetsj         | 7,52   |
| 4      | Gleb Gersjman & Joelia Dongoezova | Davajte poshalim         | 7,25   |
| 5      | Treki                             | Metsjta                  | 6,33   |
| 6      | Jellina Doenajevskaja             | Starje igroesjki         | 6,05   |
| 7      | Anastasia Gned                    | Bambadoe                 | 5,75   |
| 8      | Anton Savkin                      | V ritme tantsa           | 5,74   |
| 9      | Darja Loekasj                     | Alisa v strane tsjoedes  | 5,34   |
| 10     | Sjoezanna Mchitarjan              | Angel                    | 4,79   |
| 11     | Anastasia Gladkich                | Solntse na resnitsach    | 4,58   |
| 12     | Nikolaj Dmitriev                  | Ljod                     | 4,12   |
| 13     | Arkadi Kozoeb & Kanat Bizjanov    | Zriteli                  | 3,87   |
| 14     | Varvara Strizjak                  | Labirint                 | 3,59   |
| 15     | Akademia Volsjebnikov             | Kogda net slov           | 3,04   |
| 16     | Arina Doronina                    | My dotjanemsja k zvezdam | 2,92   |
| 17     | Artjom Koeznetsov                 | Mega-zvjozdy             | 2,21   |
| 18     | Aleksej Vasiljev                  | Botanik                  | 2,12   |
| 19     | Faroeksjina Adelja                | Ja idoe za solntsem      | 1,38   |
| 20     | Anna Agafonova                    | Ja - devotsjka leto      | 1,08   |

## In Jerevan
In oktober werd de startvolgorde geloot. Rusland trad als eerste aan, voor Letland. Aan het einde van de puntentelling stond Rusland op een vierde plek, met 99 punten. Wit-Rusland kreeg evenveel punten, maar eindigde als derde omdat het van meer landen punten had gekregen.